# Osmund Schreuder
Osmund Schreuder (* 11. Dezember 1925 in Haarlem; † 31. Juli 2006) war ein niederländischer Religions- und Kultursoziologe.

## Leben
Osmund Schreuder studierte zunächst katholische Theologie, wurde Franziskanerpater und 1958 zum Priester geweiht, studierte anschließend Soziologie mit dem Schwerpunkt Religionssoziologie. Er habilitierte sich mit einer vorwärtsweisenden Arbeit über "Kirche im Vorort" (1962). Die empirischen Daten dazu ermittelte er im Raum Frankfurt/Main.
In dieser Zeit war er Wissenschaftlicher Mitarbeiter am Soziographischen Institut an der Universität Frankfurt/Main. Wenige Jahre später erhielt er eine ordentliche Professur an der Universität Nijmegen in den Niederlanden, behielt aber intensive Kontakte zur deutschen Soziologie. Er trat aus dem Franziskanerorden aus und ließ sich laisieren. Er heiratete Helene geb. Dorn und wohnte bis zu seinem Tod am 31. Juli 2006 in Kleve.

## Religionssoziologische Theorie
Schreuder wendet in seiner Religionssoziologie die strukturell-funktionale Theorie nach Talcott Parsons auf die sozialen Systeme Kirche und Gemeinde an und weist handlungsorientiert auf strukturelle und funktionale Erfordernisse von Kirche und Pfarrei. Er geht aus vom "offiziellen Erwartunggssystem", das dem kirchlichen und gemeindlichen Leben zugrunde liegt. Auf der Grundlage von organisationssoziologischer System-Ziel-Reflexion erstrebt Schreuder eine Gemeindereform. Gemeindereform versteht er als demokratischen Basisprozess.
Schreuder versteht sich trotz seines theologischen Studiums als Nur-Soziologe und riskiert damit die Kritik von Theologen, die ihm teilweise vorwerfen, die theologische Dimension von Kirche und Gemeinde auszuklammern.
Schreuder war einer der anregendsten und fortschrittlichsten Kirchen- und Religionssoziologen nach dem 2. Vatikanischen Konzil. Sein Buch "Kirche im Vorort" kann weiterhin als Grundlage für empirische Gemeinde- und Predigtforschung angesehen werden. Öffentliche Ehrung erfuhr er vor allem durch die Aufnahme in den Orden der Ritter van de Nederlandse Leeuw.

## Werke
- Ein soziologischer Richtungsbegriff der Pfarrei. In: Social Compass. Jg. 6 (1959), H. 6, S. 177–203.
- Kirche im Vorort. Soziologische Erkundung einer Pfarrei. Freiburg i.Br.: Herder 1962.
- Die strukturell-funktionale Theorie und die Religionssoziologie. In: Internationales Jahrbuch für Religionssoziologie. Bd. 2: Theoretische Aspekte der Religionssoziologie I. Köln u. Opladen 1966.
- Gestaltwandel der Kirche. Olten und Freiburg: Verlag Walter 1967.
- Gemeindereform – Prozess an der Basis. Mit Stellungnahmen von Eugen Walter und Winfried Kramny. Freiburg i. Br.: Herder 1970.
- Der alarmierende Trend. Ergebnisse einer Umfrage beim gesamten holländischen Klerus. Mit einer pastoraltheologischen Nachbetrachtung. Mainz: Grünewald 1970.
- zus. mit Jan Hutjes: Priester zur Geburtenregelung. Mainz: Kaiser + Grünewald 1972.
- Von der Volkskirche zur Freiwilligkeitskirche. Darg. am Beispiel der Niederlande. In: KZG, Jg. 8 (1995), S. 182–197.